# Slammiversary XVI
Slammiversary XVI è stata la sedicesima edizione del pay-per-view prodotto da Impact Wrestling. L'evento ha avuto luogo il 22 luglio 2018 presso la The Rebel Complex di Toronto, Canada. Durante l'evento viene annunciato il ritorno di Impact Wrestling a New York per Bound for Glory 2018 che si terrà ad ottobre.

## Risultati
| # | Match                                                                                                  | Stipulazioni                                             | Durata |
| - | --- | -------------------------------------------------------- | ------ |
| 1 | Jhonny Impact ha sconfitto Fénix, Taiji Ishimori e Petey Williams                                      | Fatal 4-way match                                        | 12:30  |
| 2 | Tessa Blanchard sconfigge Allie                                                                        | Single match                                             | 11:00  |
| 3 | Eddie Edwards sconfigge Tommy Dreamer                                                                  | House of Hardcore match                                  | 11:10  |
| 4 | Brian Cage sconfigge Matt Sydal (c)                                                                    | Single match per l'X Division Championship               | 09:45  |
| 5 | Su Yung (c) sconfigge Madison Rayne                                                                    | Single match per il Knockout Championship                | 06:50  |
| 6 | The LAX (Santana and Ortiz) (with Konnan) (c) sconfiggono The OGz (Hernandez and Homicide) (with King) | 5150 street fight match per i titoli di coppia di Impact | 13:40  |
| 7 | Pentagón Jr. sconfigge Sami Callihan                                                                   | Mask vs Hair match                                       | 18:15  |
| 8 | Austin Aries (c) sconfigge Moose                                                                       | Single match per il titolo mondiale di impact.           | 15:50  |